# 윌리엄슨 일반 형식
윌리엄슨 일반 형식(Williamson's normal form) 또는 윌리엄슨 형식은   2nx2n 차수의 정사각 행렬인 임의의 정부호행렬 A에 대해서  대상으로 하는 행렬 분해이다.

## 행렬분해
{\displaystyle A=S^{T}{\textrm {diag}}(D,D)S}
여기서 S는 심플렉틱 행렬이고 D는 음이 아닌 대각선 행렬이다.
□T는 전치행렬

## 같이 보기
- 하다마드 행렬
- 심플렉틱 행렬

## 참고
- 정보통신기술용어해설-하다마드 행렬
- 한국통신학회논문지 25(3), 신민호, 송홍엽, 노종선 2000.3
- 연세대학교-Williamson 형식의 하다마드 행렬의 탐색
- 연세대학교-부호 및 암호 연구실, 하다마드 행렬의 빠른 동치 검사, 박기현, 송홍엽